# Мегисти
Мегисти или Кастелоризо (грчки грч. ) је једно од острва у групацији Додеканеза у источној Грчкој. Управно острво припада округу Родос у оквиру Периферији Јужни Егеј, где са 2 околна мала острва (Ро и Строгили) чини посебну општину. Главно место на острву је истоимени градић Мегисти.
Мегисти је најисточнија тачка целе Грчке.

## Порекло назива
Име „Мегисти“ преведено са грчког значи „највећи“, јер је Мегисти највеће острво маленог архипелага у ком се налази. Други назив, настао током средњовековне владавине витезова Малтешког реда острвом, је сложеница настала спајањем две италијанске речи Castello и rosso, у преводу „црвени замак“. Заправо, витезови су на острву подигли замака и то на црвеном земљишту, које је особено за Мегисти.

## Географија
Мегисти је најисточније острво Додеканеза, али и најисточнија тачка целе Грчке. Са друге стране острво је и најближа тачка било ког дела грчког острвља Малој Азији и егејској Турској. Међусобно растојање острва од турског копна на најужем месту је свега 1.300 m. Са друге стране, најближе друго грчко острво је Родос, удаљено чак 110 km.
Мегисти је мало, планинско и каменито. Његова обала је средње разуђена.
Клима Мегистија је средоземна са дугим, сушним летима и благим и кишовитим зимама. Недостатак воде лети је ограничење, али будући да Мегисти близу копна постоје подземни извори то умањују. Због тога је биљни и животињски свет су особени за ову климу, а од гајених култура доминирају маслина и винова лоза. Острво је делом пошумљено.

## Историја
Мегисти је насељен још током праисторије. Током старе Грчке Мегисти је насељен Дорцима и је био стално посед полиса на Родосу. После тога острвом је владао стари Рим, а затим и Византија, после тога Арабљани. 1204. године после освајања Цариграда од стране Крсташа Мегисти потпада под власт Млечана, а затим и витезова Малтешког реда 1306. године. Крајем 15. века острво је променило неколико господара да би се 1512. године нашло под Османлијама. Становништво Мегистија је било укључено у Грчки устанак 20их година 19. века, али није било прикључено новооснованој Грчкој. 1912. године острво запоседа Италија, која га губи после Другог светског рата, када се коначно Мегисти прикључује матици. Последњих деценија ово је донекле умањено развојем туризма.

## Становништво
Главно становништво на Мегистију су Грци. Мегисти спада у веома забачена острва међу острвима Додеканеза, па је протекла 2 века изгубио много становника. Претпоставља се да је око 1800. године острво имало око 15.000 становника, који су се постепено исељавали, највише у Аустралију. Развој туризма протеклих 20ак година допринео просперитету острва и смањењу пада броја становника.

## Привреда
Данас се привреда Мегистија све више заснива на туризму и поморству, а све мање на традиционалној пољопривреди (маслине, винова лоза, мање јужно воће).